# Lotnictwo pomocnicze
Lotnictwo pomocnicze – rodzaj lotnictwa wojskowego, spełniający pomocniczą rolę w działaniach bojowych, a więc nienależący do lotnictwa bojowego.
Lotnictwo pomocnicze obejmuje:
- lotnictwo transportowe,
- lotnictwo sanitarne,
- lotnictwo łącznikowe.

Lotnictwo pomocnicze wchodzi w skład wszystkich rodzajów sił zbrojnych → Rodzaje sił zbrojnych w Wojsku Polskim.